# Bahrain International
Die Bahrain International sind im Badminton offene internationale Meisterschaften von Bahrain.
2002 fand bereits ein als Bahrain Satellite betiteltes Turnier im Golfstaat statt, welches im Juni 2006 seine Fortsetzung als Bahrain International in Manama finden sollte. Der Termin verschob sich letztlich auf den 20. bis 23. Februar 2007. Es war abgesehen von den Asienspielen das erste Badmintonturnier dieser Größenordnung in den Golfstaaten. Von der BWF wurde es als „International Series“ (Level 4) eingestuft und soll von da an jährlich stattfinden. Bei der ersten Austragung als Bahrain International gewannen die Deutschen Jochen Cassel und Thomas Tesche den Titel im Herrendoppel. 2008 wurde zum ersten Mal die Bahrain International Challenge ausgetragen. In den Folgejahren fand immer eine International Series oder eine International Challenge statt. 2013 wurde im Anschluss an die Bahrain International erstmals auch die Bahrain International Challenge ausgetragen, sodass wie 2014, 2015 und 2021 bis 2023 jährlich immer zwei Turniere unterschiedlicher Wertungskategorien veranstaltet wurden. 2024 wurde von der zweiten Turnierserie der Challenge-Status nicht erreicht, sodass es in diesem Jahr zwei International-Series-Turniere gab.

## Die Sieger
| Saison    | Herreneinzel        | Dameneinzel            | Herrendoppel                                  | Damendoppel                               | Mixed                                       |                   |
| --------- | ------------------- | ---------------------- | --------------------------------------------- | ----------------------------------------- | ------------------------------------------- | ----------------- |
| 2002      | Ali Shahhosseini    | Iva Vrova Al-Katrib    | Afshin Bozorgzadeh Ali Shahhosseini           | nicht ausgetragen                         | Tarek Shalhoum Hadil Kareem                 |                   |
| 2003 2006 | nicht ausgetragen   | nicht ausgetragen      | nicht ausgetragen                             | nicht ausgetragen                         | nicht ausgetragen                           | nicht ausgetragen |
| 2007      | Sho Sasaki          | Agnese Allegrini       | Jochen Cassel Thomas Tesche                   | Shendy Puspa Irawati Meiliana Jauhari     | David Pohan Meiliana Jauhari                |                   |
| 2009      | Ali Shahhosseini    | Putri Variella         | K. A. Aneesh Sanave Thomas                    | Negin Amiripour Zamanian Nejat            | Al-Sayed Jafar Ebrahim Jafar Putri Variella |                   |
| 2013      | Sameer Verma        | Saili Rane             | K. Nandagopal Valiyaveetil Diju               | Prajakta Sawant Arathi Sara Sunil         | Arun Vishnu Aparna Balan                    |                   |
| 2014      | Subhankar Dey       | Riya Pillai            | Muhammad Hafifi Hashim Muhammad Hafizi Hashim | Surayyo Ahmadjonova Mariya Pakina         | David Obernosterer Elisabeth Baldauf        |                   |
| 2015      | Sameer Verma        | Yang Li Lian           | Tan Wee Tat Tan Yip Jiun                      | Poorvisha Ram Arathi Sara Sunil           | Tan Yip Jiun Yang Li Lian                   |                   |
| 2016 2017 | nicht ausgetragen   | nicht ausgetragen      | nicht ausgetragen                             | nicht ausgetragen                         | nicht ausgetragen                           | nicht ausgetragen |
| 2018      | Ade Resky Dwicahyo  | Sri Fatmawati          | Ade Resky Dwicahyo Azmy Qowimuramadhoni       | Rachel Jacob Cherickal Jasmine Joy Bacani | Bahaedeen Ahmad Alshannik Domou Amro        |                   |
| 2019      | Priyanshu Rajawat   | Sri Fatmawati          | Prad Tangsrirapeephan Apichasit Teerawiwat    | Daniela Macías Dánica Nishimura           | Venkat Gaurav Prasad Juhi Dewangan          |                   |
| 2020      | nicht ausgetragen   | nicht ausgetragen      | nicht ausgetragen                             | nicht ausgetragen                         | nicht ausgetragen                           | nicht ausgetragen |
| 2021      | Bobby Setiabudi     | Aisyah Sativa Fatetani | Amri Syahnawi Christopher David Wijaya        | Yeung Nga Ting Yeung Pui Lam              | Lee Chun Hei Ng Tsz Yau                     |                   |
| 2022      | Kai Schäfer         | Wang Yu-si             | Tanadon Punpanich Wachirawit Sothon           | Liang Ting-yu Wu Ti-jung                  | Gregory Mairs Jenny Moore                   |                   |
| 2023      | Wang Zhengxing      | Chen Lu                | Xie Haonan Zeng Weihan                        | Wang Tingge Wang Yiduo                    | Ma Xixiang Wu Mengying                      |                   |
| 2024 I    | Kavin Thangam Kavin | Prakriti Bharath       | Solomon Padiz Julius Villabrille              | Annanya Pravin Prerana N. Shet            | Evgeni Panev Gabriela Stoeva                |                   |
| 2024 II   | Manraj Singh        | Nanami Someya          | Christian Bernardo Alvin Morada               | Gabriela Stoeva Stefani Stoeva            | Dmitriy Panarin Aisha Zhumabek              |                   |